# Ruisseau de la Hure
Pour les articles homonymes, voir Hure.
Le ruisseau de la Hure est un cours d'eau du sud de la France. C'est un affluent du Ciron, donc un sous-affluent de la Garonne.

## Géographie
De 33 km de longueur, le ruisseau de la Hure est un cours d'eau qui prend sa source dans les Landes de Gascogne sur la commune de Callen dans le département des Landes sous le nom de Barade de Comps puis prend le nom de ruisseau de la Grave et se jette dans le Ciron en rive gauche sur la commune de Noaillan en Gironde.

## Départements et communes traversés
- Landes : Callen.
- Gironde : Bourideys, Saint-Symphorien, Saint-Léger-de-Balson, Balizac, Noaillan.

## Principaux affluents
- Ruisseau Blanc : 8,6 km
- Ruisseau de la Nère : 19,1 km
- Ruisseau Chicoy Jeannot : 5,1 km